# Orderville Canyon

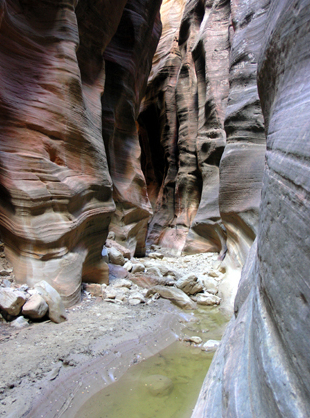
Der Orderville Canyon im Zion-Nationalpark.

Der Orderville Canyon liegt im Südwesten des US-Bundesstaats Utah, teilweise im Zion-Nationalpark. Es handelt sich um einen etwa 18 km langen östlichen Seitencanyon der Zion Narrows, der zusammen mit dem Deep Creek und Kolob Creek zu den wichtigsten Nebenflüssen des Virgin Rivers gehört. Der Canyon ist stellenweise über 300 m tief, jedoch als Slot Canyon wesentlich schmaler als die Narrows.

## Geographie
Der Orderville Canyon beginnt etwa 18 km westlich der Utah State Route 9 und ist über eine unbefestigte Straße erreichbar. Zu Beginn des Canyons führt der Trail 30 Meter in die Tiefe und danach am Wasser entlang. Der Canyon wird schmaler und die Wände ragen senkrecht in die Höhe. Von hier beginnt ein anstrengender Marsch auf dem steinigen Canyonboden, oftmals durch hüfttiefes Wasser, bis zum rund 10 km entfernten Virgin River. Nach dem Dryfall sind die Canyonwände aus Navajo-Sandstein auf 100 Meter angewachsen, der Canyonboden ist relativ breit und am Flussufer haben sich Sandbänke auf beiden Seiten gebildet. Es gibt hier zahlreiche Nadelhölzer und Buschwerk, sowie gelegentlich riesige, von oben herabgestürzte Felsbrocken. Einige enge Seitencanyons, darunter der Walker Gulch, münden in den Orderville Canyon.
Nach Regenfällen ist mit lehmigem Schlamm und teilweise tiefen Wasserstellen zu rechnen. Kurz vor der Grenze zum Nationalpark verengt sich der Canyon und ist jetzt stellenweise völlig vom Wasser bedeckt. An einem Ort gibt es einen Felssturz von über drei Metern Höhe, der aber mit einem Seil gefahrlos überwunden werden kann. Jenseits der Grenze setzt sich der enge Canyon weiter fort und besitzt nur noch eine Breite von drei bis fünf Metern, während die graugelben Felswände bis 200 Meter ansteigen. Am Canyonboden färben sich die Felsen rötlich – der farbige Streifen wird immer breiter und dominiert bald den gesamten Canyon. Danach weitet sich die Schlucht erneut und nach der Mündung des Bullock Gulch aus Norden fließt stetig Wasser im Canyon.
Beim Wandern kommt es jetzt häufiger zu Behinderungen, zum Beispiel durch angeschwemmte, aufgetürmte Baumstämme. Danach wird der Canyon von einem riesigen, fünf Meter hohen Felsen versperrt, gefolgt von einem mehrere Meter tiefen Wasserbecken. Im Canyon gibt es klares, schnell fließendes Wasser mit Kaskaden und niedrigen Wasserfällen. Zwei enge, überwachsene Seitencanyons münden vom Norden in den Hauptcanyon, danach auch zwei Nebenarme aus dem Süden. Die meiste Zeit führt der Weg jetzt durch Wasser, das hier jedoch kaum über 60 cm tief ist. Etwa einen Kilometer vor der Mündung in die Narrows wird der Canyon abermals durch einen Felsbrocken versperrt, der einen 1,8 Meter tiefen Wasserfall verursacht, der Vellet Falls genannt wird. Dieser ergießt sich in ein Wasserbecken, das den gesamten Canyon seitlich ausfüllt. Das Hindernis kann nur durch einen Sprung vom Felsen in das Wasser überwunden werden. Kurz danach folgt der Zusammenfluss mit dem Virgin River in den Zion Narrows.

## Wanderung durch den Canyon
Für erfahrene Wanderer bietet sich eine Wanderung durch bzw. in den Canyon an. Es gibt zwei Varianten: Die erste führt den gesamten Orderville Canyon hinab, biegt danach nach Süden in die Zion Narrows und endet am Temple of Sinawava im Zion Canyon am Beginn des Riverside Walk Trails. Die Gesamtstrecke beträgt rund 18 km, für die zwischen 7 und 10 Stunden eingeplant werden sollten. Die zweite Variante ist für Wanderer in den Narrows gedacht, die einen Abstecher in den Orderville Canyon bevorzugen. Hier bietet sich der Abschnitt bis zur ein Kilometer entfernten ersten Felsbarriere an.
Für das Betreten des Orderville Canyons ist eine offizielle Erlaubnis (Permit) der Nationalpark-Verwaltung erforderlich. Nur 80 Wanderer werden täglich zugelassen. Der Einstieg in den Canyon ist bei Gefahr von Gewittern mit Starkregen und bei einer Wassermenge von mehr als 100 Kubikfuß pro Sekunde in den Zion Narrows nicht erlaubt. Für Übernachtungen innerhalb der Narrows, bei denen der nummerierte Zeltplatz zugewiesen wird, benötigt man ebenfalls eine Genehmigung. Sie kann frühestens drei Monate vor dem geplanten Termin beantragt werden. Für solche Touren gelten strenge Regeln, deren Einhaltung durch Park Ranger überwacht wird.